# Evergestis aenealis
Evergestis aenealis là một loài bướm đêm trong họ Crambidae.